# آنا بياتريس
آنا بياتريس (بالإنجليزية: Ana Beatriz)‏ مواليد 18 مارس 1985 في ساو باولو، هي سائقة فورملا 1 برازيلية.

## سباقات شاركت فيها
- سلسلة إندي كار
- إنديانابوليس 500

## وصلات خارجية
- آنا بياتريس على موقع Racing-Reference.info (الإنجليزية)
- آنا بياتريس على موقع DriverDB.com (الإنجليزية)

- الموقع%20الرسمي